# Arťom Vesjolyj
Arťom Vesjolyj, rusky Артём Весёлый, česky též Artem Veselyj, vlastním jménem Nikolaj Ivanovič Kočkurov, rusky Николай Иванович Кочкуров (17. záříjul./ 29. září 1899greg. Samara — 8. dubna 1938 Moskva) byl sovětský spisovatel, popravený v době stalinských procesů.

## Život
Narodil se v Samaře, v rodině nájemního nosiče (крючник); byl jedním ze čtrnácti děti, ze kterých se vyššího věku dožily jen dvě. Sám musel od čtrnácti let pracovat.
V březnu 1917 vstoupil do Ruské sociálně demokratické dělnické strany (bolševiků) a zúčastnil se Říjnové revoluce a občanské války. V červnu 1918 byl raněn při postupu na Samaru, v červenci téhož roku byl zajat československými legiemi. Podařilo se mu ze zajetí uprchnout. Podle jednoho českého zdroje se v roce 1918 setkal v Samaře s Jaroslavem Haškem. Nepodařilo se potvrdit ruskými zdroji.
V roce 1919 se stal dobrovolníkem na frontě proti Děnikinovi. Po porážce Děnikinovy armády působil v Tule v deníku Komunard (Коммунар) a organizoval v tulské gubernii vznik místního tisku. V březnu 1920, jako politický pracovník agitačního vlaku Rudý kozák (Красный казак) projel největší jižní kozácké stanice a přes Novočerkassk a Kursk přijel do Moskvy.
V roce 1920 získal ubytování (místnost) v Moskvě a převezl ze Samary své rodiče a bratra. V roce 1922 zahájil univerzitní studia, ta však nedokončil a stal se námořníkem Černomořské flotily. Ve dvacátých letech publikoval v novinách, časopisech i knižně svá díla, věnovaná tematicky občanské válce.

### Rodina
Arťom Vesjolyj byl třikrát ženat a měl šest dětí:
- 1924 se mu narodila dcera Gajra (matka Giťa Grigorjevna Lukackaja, Гитя Григорьевна Лукацкая, první manželka)
- 1924 dcera Fanta (matka Věra Jakovlevna Orlova, Вера Яковлевна Орлова, druhá manželka)
- 1926 syn Arťom (matka V. J. Orlova)
- 1927 syn Lev (matka Ludmila Josifovna Borisevičová, Людмила Иосифовна Борисевич, třetí manželka)
- 1928 dcera Zajara (matka G. G. Lukackaja)
- 1931 dcera Volga (matka L. J. Borisevičová)

## Zatčení a smrt
V roce 1937 došlo k zatýkání samarských literátů, kteří byli označeni za členy antisovětské teroristické organizace. Arťom Vesjolyj byl zatčen 27. 10. 1937 jako hlavní obviněný této skupiny.
Ve svém sdělení psal N. I. Ježov Stalinovi:
| „                                                            | TAJEMNÍKOVI ÚV VKS(b) s. STALINOVI Žádám souhlas s uvězněním literáta Arťjoma Vesjolého (Kočkurova Nikolaje Ivanoviče) v souvislosti s jeho kontrarevoluční trockistickou činností. Arťom Vesjolyj, člen VKS(b), člen Svazu sovětských spisovatelů, byl v letech 1927—1928 spojen s moskevským trockistickým centrem, podle jehož instrukcí napsal kontrarevoluční novelu Bosý příběh. Tato novela byla nelegálně rozšiřována mezi členy organizace a byla využívána k trockistické propagandě... Podle svědectví uvězněného trockisty Voronského projevil A. Vesjolyj při besedě v roce 1934 svou nenávist k vládě VKS(b) a svoje teroristické založení, když prohlásil: „Postavil bych dělo na Rudé náměstí a střílel zblízka na Kreml.“ | “ |
| — Speciální sdělení N. I. Ježova J. V. Stalinovi, 5. 6. 1937 | |   |

Arťjom Vesjolyj byl zastřelen 8. dubna 1938. Byl rehabilitován 7. března 1956.

### Postihy rodiny
- Třetí manželka Ludmila Josifovna Borisevičová (Людмила Иосифовна Борисевич) byla 15. 4. 1938 odsouzena na osm let.
- První manželka Giťa Grigorjevna Luckaja byla v roce 1948 postihována za to, že v telefonu prohlásila, že americký penicilin je lepší, než ruský.
- Dcery z prvního manželství Zajara a Gajra byly v roce 1949 odsouzeny na pět let v pracovním táboře. (V roce 1956 byly rehabilitovány.)[2].

## Dílo
Publikovat začal pod různými pseudonymy v prosinci roku 1919 v časopise Rudý oráč (Красный пахарь). Ve svých dílech zobrazoval revoluční události v expresivním stylu Borise Andrejeviče Pilňaka.
Byl členem skupiny literátů kolem kritika Voronského Pereval (Перевал), ze které ale později vystoupil. Byl členem asociace ruských proletářských spisovatelů RAPP (РАПП, Российская ассоциация пролетарских писателей).

### Nejvýznamnější díla a první vydání v ruštině
- Разрыв-трава (Devětsil, divadelní hra, 1919)
- Мы (My, divadelní hra, 1921)
- Реки огненные (Ohnivé řeky, 1924)
- Страна родная (Rodná vlast, román, 1926) роман)
- Россия, кровью умытая (Rus krví umytá, román, 1924, úplné vydání 1932)
- Гуляй Волга (Toulavá Volha, 1932)

### Česká a slovenská vydání
- Rus krví umytá (vybral, přel. a předml. naps. Josef Sedlák, Praha, Odeon, 1966)
- Rus krví umytá (překlad Josef Sedlák, s použitím dalších materiálů sest. Jiří Flíček, Praha, Dilia, 1967)
- Búrka nad Kubáňou (z rus. orig. Rossija krovju umytaja prel. Hana Kostolanská, Bratislava, Tatran, 1973)
- Toulavá Volha (Sepsání o dobytí Sibiře, z rus. orig. Guljaj-Volga přel. a doslov naps. Jarmila Fromková, Praha, Odeon, 1974)
- Rus krví umytá (divadelní adaptace na motivy románových fragmentů, Roman Císař, Praha, Dilia, 1987)